# خولیو بارزا
خولیو بارزا (انگلیسی: Julio Barraza؛ زادهٔ ۳ آوریل ۱۹۸۰) بازیکن فوتبال اهل آرژانتین است.
از باشگاه‌هایی که در آن بازی کرده‌است می‌توان به باشگاه فوتبال بانفیلد و باشگاه فوتبال آرژانتینوس جونیورز اشاره کرد.